# Forschungsstelle für Personalschriften
Die 1976 gegründete Forschungsstelle für Personalschriften mit Sitz in Marburg ist seit 1984 eine Arbeitsstelle der Akademie der Wissenschaften und der Literatur Mainz. Sie ist zugleich ein An-Institut der Philipps-Universität Marburg.
Als europaweit einzigartige Institution ermittelt und katalogisiert die Forschungsstelle für Personalschriften Leichenpredigten. Ihre Hauptaufgabe war bis 2005 die Katalogisierung der Leichenpredigten-Bestände in Hessen und Schlesien. Seit 2006 ist Thüringen ihr Arbeitsschwerpunkt. Die Leichenpredigten-Bestände in Sachsen wurden von einer Dependance der Forschungsstelle katalogisiert, die von 1991 bis 2010 an der Technischen Universität Dresden bestand.
Die Forschungsergebnisse werden zum Teil in gedruckter Form, teilweise aber auch – insbesondere als Datenbanken – im Internet publiziert. Seit 1986 werden die katalogisierten Leichenpredigten verfilmt, 2009 wurde mit der Digitalisierung des umfangreichen Filmarchivs begonnen.
Die Forschungsstelle wird seit 2009 von Eva-Maria Dickhaut geleitet. Ihr Vorgänger Rudolf Lenz war der Gründer der Forschungsstelle.
Die Arbeiten der Forschungsstelle mit Schwerpunkt Thüringen wurden im Rahmen des Akademienprogramms finanziert, das von der Union der deutschen Akademien der Wissenschaften koordiniert wird.

## Förderung
Bis 1980 wurde die Forschungsstelle für Personalschriften von der Stiftung Volkswagenwerk, im Anschluss daran bis 1983 von der Deutschen Forschungsgemeinschaft (DFG) gefördert. Seit 1984 ist die Forschungsstelle für Personalschriften eine Arbeitsstelle der Akademie der Wissenschaften und der Literatur Mainz.

## Arbeitsschwerpunkte
Arbeitsschwerpunkte der Forschungsstelle für Personalschriften bildeten bis Ende 2005 die Leichenpredigten-Landschaften Hessen und Schlesien.

### Hessen
Katalogisiert und verfilmt wurden folgende Bestände:
- Darmstadt: Hessische Landes- und Hochschulbibliothek, Hessisches Staatsarchiv
- Frankfurt: Institut für Stadtgeschichte, Freies Deutsches Hochstift/Frankfurter Goethe-Museum, Stadt- und Universitätsbibliothek, Zentralstelle für Personen- und Familiengeschichte – Institut für Genealogie
- Fulda: Hochschul- und Landesbibliothek, Kloster Frauenberg, Bischöfliches Priesterseminar
- Gießen: Universitätsbibliothek
- Kassel: Universitätsbibliothek/Landesbibliothek und Murhardsche Bibliothek, Stiftung Zentralinstitut und Museum für Sepulkralkultur, Landeskirchliches Archiv der Evangelischen Kirche von Kurhessen-Waldeck
- Marburg: Universitätsbibliothek, Forschungsstelle für Personalschriften, Herder-Institut e.V., Hessisches Landesamt für geschichtliche Landeskunde, Deutsches Adelsarchiv e.V., Hessisches Staatsarchiv
- Wiesbaden: Hessisches Hauptstaatsarchiv, Hessische Landesbibliothek
- Odenwaldregion: Birkenau, Archiv des Freiherrn Wambolt von Umstadt; Erbach, Archive der Bibliotheken der Grafen zu Erbach-Erbach und Wartenberg-Roth sowie zu Erbach-Fürstenau; Michelstadt, Nicolaus-Matz-Bibliothek; Oberursel, Kirchenbibliothek zu Fürstenau.
- Vogelsbergregion: Alsfeld, Regionalmuseum und Stadtarchiv; Birstein, Fürstlich Isenburg-Birsteinisches Archiv; Büdingen, Fürstlich Ysenburg und Büdingen’sches Archiv und Bibliothek; Eisenbach, Freiherrlich Riedesel’sche Bibliothek; Laubach, Gräflich Solms-Laubach’sche Bibliothek; Lauterbach, Hohhaus Bibliothek, Freiherrlich Riedesel’sches Samtarchiv, Stadtarchiv; Ortenberg, Fürstlich Stolbergisches Archiv; Sassen, Freiherrlich Riedesel’sche Bibliothek; Schlitz, Depositum im Hessischen Staatsarchiv Darmstadt, Heimatmuseum; Schotten, Kirchenbibliothek und Stadtarchiv.

### Schlesien
Katalogisiert und verfilmt wurden folgende Bestände:
- Breslau: Dombibliothek, ehemalige Stadtbibliothek, Ossolineum, Staatliches Woiwodschaftsarchiv
- Brieg: Piastenmuseum
- Grünberg: Öffentliche Woiwodschafts- und Stadtbibliothek, Staatliches Woiwodschaftsarchiv
- Hirschberg: Staatliches Woiwodschaftsarchiv
- Kattowitz: Schlesische Bibliothek
- Krakau: Czartoryskich-Bibliothek, Jagiellonenbibliothek, PAN-Bibliothek
- Liegnitz: Staatliches Woiwodschaftsarchiv
- Oels: Schloßkirchenbibliothek
- Oppeln-Rogau: Öffentliche Woiwodschaftsbibliothek
- Pless: Außenstelle des Staatlichen Woiwodschaftsarchiv Kattowitz, Bibliothek des Schloßmuseums
- Teschen: Stadtbibliothek/Tschammer-Bibliothek

### Sachsen
Die Dresdner Dependance katalogisierte und verfilmte von 1991 bis zum Projektende 2010 folgende Bestände:
- Bautzen: Domstiftsbibliothek, Staatsfilialarchiv, Stadtbibliothek, Stadtmuseum
- Dresden: Sächsisches Hauptstaatsarchiv, Sächsische Landesbibliothek
- Görlitz: Ev. Kirchengemeinde St. Peter und Paul, Oberlausitzische Bibliothek der Wissenschaften
- Kamenz: Stadtarchiv
- Leipzig: Zentralstelle für deutsche Personen- und Familiengeschichte Leipzig, Sächsisches Staatsarchiv, Kirchenbibliotheken St. Nikolai und St. Thomas, Universitätsbibliothek
- Löbau: Stadtarchiv, Stadtmuseum
- Pirna: Stadtarchiv
- Röhrsdorf: Kirchenbibliothek
- Zittau: Christian-Weise-Bibliothek, Städtische Museen
- Sächsisches Vogtland: Vogtland-Bibliothek Plauen, Stadtarchiv Plauen, Vogtlandmuseum Plauen, Stadtarchiv Mühltroff, Burg Mylau, Pfarrarchiv Mißlareuth, Pfarrarchiv Rodersdorf

### Thüringen
Seit 2006 ist Thüringen der Arbeitsschwerpunkt der Forschungsstelle für Personalschriften an der Philipps-Universität Marburg. Rund 10.000 thüringische Leichenpredigten sollen bearbeitet werden.
Katalogisiert und verfilmt sind bislang folgende Bestände:
- Altenburg: Thüringisches Staatsarchiv, Stadtarchiv
- Arnstadt: Evangelisch-Lutherische Kirchgemeinde
- Gera: Evangelisches Kreiskirchenamt, Stadtarchiv, Stadtmuseum
- Gotha: Thüringisches Staatsarchiv
- Greiz: Thüringisches Staatsarchiv
- Meiningen: Staatsarchiv Meiningen
- Rudolstadt: Thüringisches Staatsarchiv, Stadtarchiv, Historische Bibliothek, Kirchenbibliothek, Schlossbibliothek
- Schleiz: Evangelisch-Lutherische Kirchgemeinde
- Schleusingen: Hennebergische Gymnasialbibliothek
- Sondershausen: Schlossmuseum
- Weimar: Thüringisches Staatsarchiv

## Ergebnisse

### Schriftenreihen
Ergebnisse von Arbeiten der Forschungsstelle werden in zwei Reihen veröffentlicht: 
- Die »Marburger Personalschriften-Forschungen« sind vor allem für die Publikation der Leichenpredigten-Kataloge vorgesehen und umfassen bislang 60 Bände.[3]
- In den »Leichenpredigten als Quelle historischer Wissenschaften« finden sich die Vorträge, die anlässlich der bisher fünf Marburger Personalschriften-Symposien gehalten wurden.

### Website
Als Wissensportal zur Personalschriften-Gattung „Leichenpredigt“ vermittelt die Website der Forschungsstelle umfassende Kenntnisse über Aufbau, Geschichte und Quellenwert der Leichenpredigten. An vier multimedial aufbereiteten Leichenpredigten wird ihre hohe Informationsdichte als Quelle historischer Forschung exemplarisch aufgezeigt. Zudem wird in der Artikelserie »Leben in Leichenpredigten« jeden Monat eine besonders anschauliche und wissenschaftlich interessante Leichenpredigt
vorgestellt.

### Datenbanken
Das Wissensportal Leichenpredigten der Forschungsstelle umfasst verschiedene Datenbanken, die im Zusammenhang mit der Katalogisierung der Leichenpredigt-Bestände aufgebaut wurden:
- Gesamtkatalog deutschsprachiger Leichenpredigten (GESA) mit über 228.000 Datensätzen von Leichenpredigten, die sich in Bibliotheken und Archiven des gesamten historischen deutschen Sprachraumes befinden.
- Titelblattkatalog der Leichenpredigten und sonstiger Trauerschriften (TBK) in der Universitätsbibliothek Wrocław/Breslau mit 29.107 Scans.
- Thesaurus Locorum (THELO) mit über 45.500 historischen Ortsnamen der Frühen Neuzeit, einschließlich geographischer Ortsanzeigen und Quellenangaben.
- Thesaurus Professionum (THEPRO) mit mehr als 30.000 historischen Berufsbezeichnungen der Frühen Neuzeit, einschließlich begrifflicher Einordnung und geographischer Verbreitung.
- Katalog der sicherungsverfilmten ausgewählten deutschsprachigen Altbestände der Universitätsbibliothek Wrocław/Breslau (SIBRES) mit 90.000 Datensätzen.
- Bibliographie, das fortlaufend aktualisierte Verzeichnis zur Leichenpredigten-Literatur, mit zurzeit 2.719 Einträgen.